# Bošnjačko-hrvatski sukob: Kakanj i Vareš

## Kakanj
Velikosrpska agresija na Bosnu i Hercegovinu na prostoru općine Kakanj uzrokovala je organizirani otpor stanovništva. Odmah je osnovan HVO, kojemu je cilj okupiti što više ljudi za oružan otpor agresoru. Bošnjaci su u početku bili neodlučni, pojedinci su bili uz HVO, ali se organizira i postrojba Armije BiH. Političkom akcijom neutralizirano je srpsko pučanstvo, koje ne stupa u oružani sukob na području općine Kakanj i koje je uspješno razoružano. Bošnjačke vlasti u Kaknju različito pritišću Hrvate, kidaju i pale hrvatske nacionalne simbole, tradicionalnu hrvatsku trobojnicu i tradicionalni hrvatski grb. S verbalnih pritisaka i ponižavanja, prelazi se na postavljanje barikada, razoružavanje i uhićenje pojedinih pripadnika i dužnosnika HVO-a, a onda slijede prva ubojstva.
Sredinom travnja 1993. godine bošnjački ekstremisti su demolirali zgradu zapovjedništva kakanjskog HVO-a i ubili jednog vojnika HVO-a, a 17. travnja ubili zapovjednika kakanjskog HOS-a Ivu Vuletića. Ubio ga je bošnjačko-muslimanski pripadnik kakanjskog MUP-a Sakib Cilo. U razdoblju od 20. travnja 1992. do 18. svibnja 1993. godine, dok još nema otvorenog sukoba HVO-a i Armije BiH na području kakanjske općine, razne bošnjačke formacije ubile su osam Hrvata. Pripadnici 7. bošnjačke brigade Armije BiH, 18. svibnja 1993. godine pokušavaju izazvati oružani sukob pa bez razloga i povoda uhićuju 16 civila Hrvata i Srba. Njih su zatočili u motelu "Sretno", i tu su ih zlostavljali.
U ranim jutarnjim satima 8. lipnja 1993. godine uslijedila je otvorena agresija Armije BiH na Hrvatima nastanjena sela u kakanjskoj općini. U tim napadima sudjeluju postrojbe Armije BiH iz Kaknja, Zenice, Visokog i Breze. Napadnuto je i hrvatsko selo Lučići s očitom nakanom da se presiječe komunikacija između Kraljeve Sutjeske i Vareša. Tada je ubijeno dvoje Hrvata, a više ih je ranjeno. Postrojbe Armije BiH "čiste" od Hrvata hrvatska sela Lozančići, Žugoj, Brnj, Gornji Banjevac i Crnač. Protjerani su starci, žene i djeca, a većina muškaraca je uhićena i zatočena u improvizirane logore u staroj direkciji rudnika u motelu "Sretno" i na drugim mjestima, gdje su bili ponižavani i maltretirani. Žestoko su napadnuta hrvatska sela Slapnica i Slana Gora u kojima je ubijeno devet civila i ratnih zarobljenika, vojnika HVO-a. Vojnici Armije BiH koristili su se jednim dijelom hrvatskog pučanstva kao živim štitom.
Iz spomenutih sela hrvatsko pučanstvo je moralo bježati. Zatim su napadnuta druga sela i mjesta s hrvatskim stanovništvom Teševo, Seoce, Veliki Trnovci, Dujmovići, Bjelavići, Lipnica, Nažbilj i Kraljeva Sutjeska. Oko 15 tisuća Hrvata krenulo je u zbjeg prema Varešu. U tim napadnutim selima malo tko od Hrvata je ostao, iz straha pred mučenjem i smrću. Sva sela su opljačkana, odneseno je sve što se moglo odnijeti, a oko 80 % stambenih i gospodarskih hrvatskih objekata je spaljeno. Rijeka izbjeglih kakanjskih Hrvata slijegala se prema Varešu kao svome utočištu.
Protjerivanje hrvatskog pučanstva i uništavanje hrvatskih sela u kakanjskoj općini nastavlja se 9. i 10. lipnja 1993. godine. Radiooperateri HVO-a uhvatili su radioporuku iz Sarajeva upućenu zapovjedništvu Armije BiH na području kakanjske općine da se "posao u kakanjskoj općini mora završiti danas do 18:00 sati, kada se mora 'stati' zbog međunarodne sigurnosti". Ta poruka je poslana iz Sarajeva 10. lipnja 1993. godine. Tog dana je poginuo jedan Hrvat civil, a sedam ih je ranjeno. Snajperist Armije BiH ranio je dva hrvatska civila u zbijegu. U selu Ričici 12. lipnja 1993. godine zarobljen je ranjeni vojnik HVO-a, a potom brutalno ubijen. 
U selu Drenoviku vojnici Armije BiH naišli su 13. lipnja 1993. na skupinu Hrvata djece, žena, starijih i iznemoglih civila, istjerali su ih na put, na njih otvorili vatru iz vatrenog oružja i ubili osam osoba, a više njih lakše i teže ranili. U selima Kovači i Bradarići uslijedio je drugi pokolj. Ubijeno je sedam Hrvata civila, starijih osoba. Strijeljana su tri ratna zarobljenika, vojnika HVO-a. To su bila skupna ubojstva, a pojedinačno je ubijeno još 10 civila, a više njih je ranjeno.
Svijet je bio obaviješten o egzodusu kakanjskih Hrvata i broju i načinu ubijenih civila i ratnih zarobljenika. Da bi se u očima svjetske javnosti prikazali kao humanisti, bošnjačke vlasti pozivaju izbjegle Hrvate da se vrate u svoje domove u Kaknju i njegovim selima. Neki su Hrvati povjerovali toj promidžbi i vratili se. Od nekolicine povratnika četiri su ubijena, a dio je uhićen i zlostavljan u bošnjačkim zatvorima i logorima. Pod zaštitom UNPROFOR-a, u Čatićima je boravilo oko tisuću Hrvata. 
U akciji čišćenja područja kakanjske općine od Hrvata su "očišćena" hrvatska sela: Vidići, Juke, Srijetež, Božići, Balići, Ružići, Žite, Teševo, Kovači, Bradarići, Grmače, Bjelavići, Bistrik, Haljinići, Klanac, Ratanj, Kopljari, Lipnica, Slagoščići, Bijelo Polje, Veliki Trnovci, Bulčići, Bištrani, Zajezda, Slapnica, Turbići, Gora, Poljice, Lučići, Babići, Čelikovina, Šošnje, Seoce i Ravne. Od 16.556 Hrvata općine Kakanj, koliko ih je bilo na popisu stanovništva 1991. godine, oko 15.000 prognano je i izbjeglo u Kiseljak, Kreševo, Hercegovinu, Hrvatsku i europske zemlje. U vrijeme vojne akcije Armije BiH njeni pripadnici, a i bošnjački civili zapalili su oko 1.200 stambenih i gospodarskih hrvatskih objekata, a potpuno je devastirali 1.500 zgrada. Cilj uništavanja imovine Hrvata je da ih se zastraši i onemogući povratak. Sva vrijednija pokretna imovina je opljačkana kao osobni automobili, poljoprivredni strojevi, kamioni, tehnički uređaji, namještaj i drugo.

### Kraljeva Sutjeska
Sukob između Hrvata i Bošnjaka u kakanjskoj općini pored tolikih nevinih žrtava ostat će u povijesti zapisan kao tragična epizoda povijesti bosanskohercegovačkih Hrvata. Etničko čišćenje je sredstvo da se s povijesnih hrvatskih i katoličkih prostora iskorijeni Katolička Crkva i hrvatski narod. Katolička crkva je igrala važnu ulogu u očuvanju identiteta i opstanka Hrvata u Bosni i Hercegovini. Važno mjesto u dugoj vjerničkoj povijesti Hrvata u Bosni i Hercegovini zauzima Kraljeva Sutjeska. Njena vrijednost za hrvatski narod, odnosno za katoličanstvo je neprocjenjiva. Zvali su je Mali Rim. Komunisti su nastojali da se u njoj ništa ne događa, ali nisu uspjeli. U trenutku pada komunizma javio se entuzijazam. Javile su se i izvjesne napetosti. Sukoba između Bošnjaka, Srba i Hrvata u Kraljevoj Sutjesci upočetku nije bilo. Hrvati su činili 92 % ukupnog stanovništva Kraljeve Sutjeske. Od 1464. godine franjevci su u Kraljevoj Sutjeski sačuvali hrvatstvo, kroz stoljeća. No, u bošnjačko-hrvatskom sukobu, župa Kraljeva Sutjeska je doživjela najstrašniju situaciju, strašniju nego u turska vremena, nego u oba svjetska rata ili za vrijeme komunizma.
Negdje u prvoj polovini lipnja 1993. godine iznenada su došli mudžahedini i bošnjačke trupe iz Bosanske Krajine, istočne Bosne. Napale su Kakanj i Kraljevu Sutjesku. Za svoj kraj nisu se borili takvom silinom kakvom su napali Hrvate. Napad je bio strahovit, masovan i brutalan. Čitav hrvatski narod iz Kraljeve Sutjeske i Kaknja prebjegao je u Vareš, oko 15.000 ljudi, u gradić Vareš koji ih nije mogao sve primiti nego su mnogi mjesecima morali ostati po planinama i šumama. Mali dio nije uspio pobjeći nego se uspio spasiti pod zaštitom UNPROFOR-a.
Bošnjaci su osvajali kakanjska sela i sela Kraljeve Sutjeske te su ta sela palili i rušili na perifernim dijelovima. U selu Stupnice srušili su tada više od 60 kuća, u Kreševu 65, u zaselku Zajezdi. Bošnjaci su pljačkali sve što se dalo odnijeti, pa čak i crijep s kuća.
U katoličkoj župi Kraljevoj Sutjeski poginulo je više od 76 vjernika, a 84 osobe su ranjene. Dio Kraljeve Sutjeske uz cestu Bošnjaci su nisu palili niti rušili. Tako izgleda kao da Bošnjaci nisu ništa radili. Ali kad se siđe s glavne ceste Kakanj-Čatići-Kraljeva Sutjeska, onda se vide strahote. Tu su je mnogo popaljenih, porušenih i popljačkanih kuća. Župa koja je bila katolička, hrvatska nakon bošnjačko-hrvatskog sukoba gotovo više nije postojala. Pri posjetu sarajevskog nadbiskupa Vinka Puljića Kraljevoj Sutjesci, ne dugo nakon završetka rata u Bosni i Hercegovini, gvardijan franjevačkog samostana mu je rekao: "Oče nadbiskupe, katolika u Kraljevoj Sutjesci više nema".

## Vareš
Kroz ovaj rat prostor vareške općine geostrateški i vojno-politički je postao važan i za Hrvate i za Srbe i za Bošnjake. Imati u rukama Vareš značilo je vladati komunikacijama prema istočnoj i srednjoj Bosni. Za Bošnjake bila je u interesu spojnica velikog strateškog značenja Gradačac-Tuzla-Vareš-Breza-Visoko-Fojnica-Konjic-Mostar-Jadransko more. Srbima je preko Vareša bio osiguran izlazak u dolinu Krivaje, spajanje sa srpskim snagama na Ozrenu i dalje dolinom Bosne prema Doboju te stabilizaciji tzv. krajinskog koridora. Za Hrvate, Vareš je područje dubljeg značenja. Zajedno s Kraljevom Sutjeskom, Vareš je posljednja veća naseobina hrvatskog stanovništva prema Drini. Na kakanjsko-vareškom području prije ovog rata živjelo je preko 25 tisuća Hrvata. Kada je to područje dospjelo pod nadzor Armije BiH, došlo je do egzodusa 20 tisuća Hrvata sa svojih povijesnih prostora. 
Na prvim demokratskim izborima u Bosni i Hercegovini, u općini Vareš najviše glasova je dobila Socijaldemokratska partija Bosne i Hercegovine, potom Hrvatska demokratska zajednica Bosne i Hercegovine i Stranka demokratske akcije. Najviše odborničkih mjesta u općinskom vijeću zauzeli su Hrvati. Kao pobjednička politička stranka Socijaldemokratska partija Bosne i Hercegovine dala je predsjednika skupštine općine, bio je to Hrvat Dario Andrijević. U vareškoj općini dakle nisu pobijedile političke stranke s nacionalnim predznakom.
Dok je trajao rat u Hrvatskoj 1991. i 1992. godine, u Varešu je zavladala ekonomska kriza pa prijeti glad svim stanovnicima. Proizvodnja ne radi, slijede otkazi radnicima, plaće se ne dijele, a tek u studenom 1991. počinju stizati prve pošiljke humanitarne pomoći. Stalno je prisutna prijetnja napadom srpskih snaga na Vareš. Srpska propaganda širi glasine kako će Vareš biti srpski i kako će ga srpske vlasti izgraditi podižući nove stambene zgrade i nove gospodarske objekte. Pred tom prijetnjom hrvatski narod se organizira u HVO, da bi branio svoje domove. U HVO se uključuju i pojedini Bošnjaci, a najveći dio toga naroda je u postrojbama Teritorijalne obrane (TO), koja je u sastavu JNA. Prvi sukob HVO-a s postrojbama srpske vojske u Bosni i Hercegovini dogodio se na području općine Vareš, 31. svibnja 1992. godine. U tom oružanom okršaju poginuo je jedan vojnik HVO-a.
U Varešu za borbu protiv srpske agresije vojno i politički su organizirani Hrvati u HVO-u, a Bošnjaci se ili drže po strani ili su u postrojbama TO ili su se uključili u HVO. U Varešu 1. srpnja 1992. godine vlast od SDP-a preuzima Hrvatsko vijeće obrane, mirnim putem. To je protumačeno kao vojni puč i izazvalo napetosti s Bošnjacima pa oni u Dabravinama osnivaju svoj ratni stožer, koji ne priznaje novu političku vlast niti vojnu strukturu u Varešu.
U travnju i svibnju 1993. godine, zbog zaoštrenih i čak ratnih sukoba između HVO-a i Armije BiH u srednjoj Bosni dolazi do pogoršanja međusobnih odnosa i u Varešu. Kada su u lipnju 1993. godine počeli napadi Armije BiH na hrvatska područja u Kaknju, Kraljevoj Sutjesci i drugim mjestima, Vareš to osjeća na svojim leđima. U Vareš već 10. lipnja 1993. godine dolazi prva grupa od 180 izbjeglica, a nekoliko dana kasnije čitava rijeka izbjeglih Hrvata s toga područja, njih oko 15 tisuća slila se u Vareš i njegova sela. Istoga dana u Vareš dolazi 860 prognanika iz Travnika, Ovčareva i Doca. Izbjeglice su smještene po školama, tvornicama, barakama, obiteljskim kućama i stanovima. Bio je to strašan pritisak izbjeglica na mali Vareš i njegove ograničene mogućnosti, a najviše zbog činjenice da su Varešani već tada gladovali. Caritasove mogućnosti zbrinjavanja tolikog broja izbjeglica bile su vrlo skromne.
Izgladnjeli, bez prikladnog smještaja, u stalnoj prijetnji od novih bošnjačkih napada i mučenja, izbjegli Hrvati se odlučuju na svoj križni put, kako su sami rekli. Predvođeni svojim vođama 19. lipnja 1993. godine kreću automobilima, traktorima, zaprežnim vozilima i najviše pješice preko srpskih teritorija prema svojoj "obećanoj" zemlji. Nitko ih nije mogao uvjeriti da je to uzaludan potez i odvratiti ih od nauma. Kada su stigli u srpsko selo Brgule, u vareškoj općini, odmah su srpske vojne vlasti razdvojile vojno sposobne muškarce od žena, staraca i djece. Kada su to doživjeli, uvjerili su se da su pogriješili i vratili su se u Vareš. Od tada u vareškoj općini živi 37 tisuća Hrvata u srpskom i bošnjačkom okruženju. Mali se broj vraća na svoja stara ognjišta, ali tamo nailazi na progone pa nove izbjeglice pristižu s kakanjskog i sutješkog područja. Stalno u strahu od bošnjačkog nasilja, krajem kolovoza 1993. godine započinje evakuacija žena i djece. U dva konvoja preko srpskih teritorija krenulo se u Hercegovinu. Bilo je ukupno oko 3.200 djece i žena. Smješteni su u Stocu, 1.600 osoba, u Počitelju, 451, u Čapljini 235, u Trebižatu 247 itd.
██ HVO
██ HVO osvojio od ARBiH
██ VRS
██ VRS osvojila od ARBiH
██ ARBIH
██ ARBiH osvojila od HVO
██ HVO - HZ Soli - bez oružanog sukoba. HVO se sam raspustio, teritorij preuzela ARBiH
██ HVO Bihać - bez oružanog sukoba. Skupa s ARBiH.
██ HVO Sarajevo - HZ Vrhbosna - bez oružanog sukoba. ARBiH prisilno ukinula HVO.
Konačna tragedija vareških Hrvata počinje u listopadu 1993. godine. Konvoj s humanitarnom pomoći upućen napaćenom i gladnom Varešu 15. listopada 1993. godine pred Kaknjom zaustavlja oko 300 bošnjačkih žena i pljačka ga. Sutradan je zaustavljen drugi konvoj, a pred njega se ispriječila masa od 200 žena i djece i ponovno je konvoj humanitarne pomoći pokraden. Opći napad postrojbi Armije BiH na varešku općinu počeo je 18. listopada 1993. godine i to iz pravca Breze, Visokog, Kaknja i Zenice. Pada važna kota Liješnica. Sutradan postrojbe Armije BiH zauzimaju hrvatsko selo Kopijare, kojeg potpuno pljačkaju i spaljuju, u njemu je ubijeno šest civila, medu njima jedan dječak. Poginulo je i više vojnika HVO-a, ali zapovjednici Armije BiH ne dopuštaju da se izvuku njihovi leševi i dostojno pokopaju. Jedan UNPROFOR-ov vod bio je spriječen da uđe u Kopijare, izvijestili su vojni promatrači UN-a. Zauzimanjem kote Liješnice i sela Kopijara otvoren je put vojnim snagama Armije BiH prema Varešu. U Stupnom Dolu se koncentriraju elitne postrojbe bošnjačke vojske i mnoštvo minobacača, topova i ostalog naoružanja Armije BiH.
Selo Stupni Do nalazi se na podnožju kote Bogoša, koja je bila u potpunosti utvrđena i dominirala je ulazom u sam grad. Postrojbe Armije BiH su krenule u konačni napad na Vareš isti dan, 18. listopada 1993. godine kada se 5.700 prognanika iz Vareša organizirano uputilo prema Hercegovini). U dvodnevnom sukobljavanje između pripadnika Armije BiH i HVO-a u selu Stupni Do, pripadnici HVO-a zauzimaju selo 25. listopada 1993. godine, ali se odmah povlače iz njega. Nakon zauzimanja sela, postrojbe HVO-a su počinile ratni zločin u kojem je ubijeno 38 Bošnjaka (vidi Pokolj u Stupnom Dolu). Iza pokolja su stajali imovinski interesi krijumčara. Dok vareški kraj nisu zahvatili hrvatsko-muslimanski sukobi, bio je krijumčarski mostom između HVO-a i Armije BiH s jakim punktom u Stupnom Dolu, i bio je krijumčarski kanal trgovine između HVO-a i Vojske Republike Srpske koji je konkurirao krijumčarskom kanalu u Kiseljaku.
U jutarnjim satima 30. listopada 1993. godine vrlo jake snage Armije BiH kreću na gradić Vareš. U napadačkom pokretu su II. tuzlanski korpus, III. zenički korpus, VI. visočki korpus i policijski specijalci Dragana Vikića, Hrvata iz Sarajeva. Brigada HVO-a "Bobovac" ima oko 1.650 vojnika. Ona brani vareško područje od srpske i bošnjačke vojske. Bošnjačka vojska je daleko brojnija i naoružanija i pred njenim naletom padaju položaji HVO-a. Hrvatska vareška sela teško stradavaju. Civili su u paničnom bijegu. Svi hrle u grad Vareš. Pala je Duboštica, opljačkana, popaljena i u njoj je masakrirano šest hrvatskih civila. Opljačkana su sela Pogar, Tribija, Vijaka, Ivančevo. Svijet prati tragediju vareških Hrvata, ali nitko ne pomaže.
Varešu se užurbano približavaju postrojbe Armije BiH. Kolona vareških Hrvata kreće u noći 3. studenog 1993. godine na svoj "križni put", kako su ga sami nazvali. Izbjeglička kolona ide iz Vareša preko srpskog teritorija i tu doživljava prva razočaranja. Srpski vojnici kupe novac i sve vrijedno što mogu od izbjeglih vareških Hrvata. Prolaz kroz "srpski" teritorij valja platiti. U srpskom mjestu Brgulama muškarci moraju ostati na području vareške općine i držati položaje prema postrojbama Armije BiH. Izbjegli Hrvati iz Vareša lutaju šumama, po bespućima, gladni i žedni, a noći su hladne. Grupa od 1.500 izbjeglih Hrvata iz Vareša nakon četiri sata stiže u Sokolac. Oko 6.000 ih je na Alijinu Koritu. Postupno i jedni i drugi su preveženi u Kiseljak. U Kiseljaku, Kreševu i Gromiljaku smješteno je oko 7.500 vareških Hrvata. Pod prisilom općeg napada Armije BiH, s prostora općine Vareš iselilo oko 9.000 domicilnih stanovnika Hrvata i oko 15.000 Hrvata prognanih iz Kaknja. U samom Varešu ostalo je tek oko 600 Hrvata, a još oko 100 u vareškim selima. 5. studenoga pripadnici tzv. A RBIH počinili su ratni zločin u Borovici u kojoj su okrutno ubili pet staraca.
U ratnom sukobu poginulo je oko 80 vojnika HVO-a, stradalo je više civila. Počinjeni su ratni zločini i nad civilnim stanovništvom hrvatske nacionalnosti i nad zarobljenim vojnicima HVO-a, paljene su kuće i gospodarske zgrade. Padom Vareša došlo je do neviđene pljačke koja se zorno vidjela na televizijskim ekranima. Sve hrvatske kuće i stanovi su opljačkani. Bilo je tragično vidjeti pripadnike UNPROFOR-a kako i sami sudjeluju u pljački. Vareške hrvatske kuće dolazili su pljačkati Bošnjaci iz Breze i Visokog. U svega nekoliko dana etnički je od Hrvata očišćen grad Vareš i sva hrvatska vareška sela. Nitko nije digao glas protiv toga zločina.